# Zhořelecká smlouva

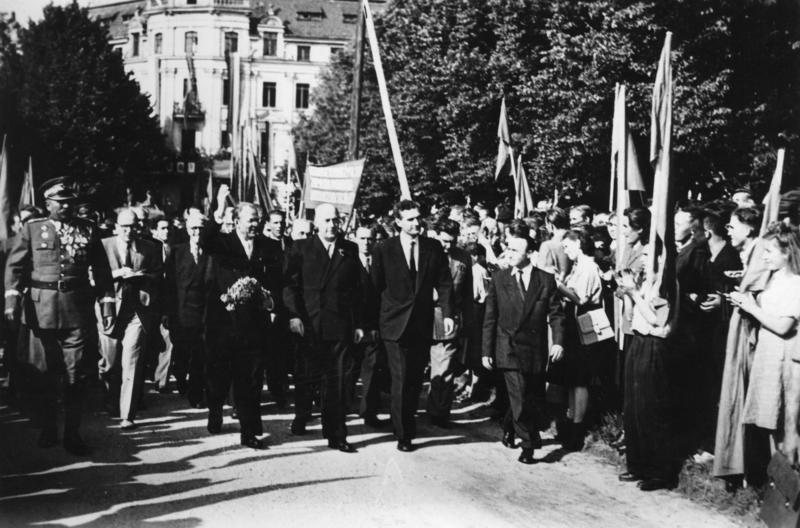
Józef Cyrankiewicz a Otto Grotewohl 6. července 1950 cestou k slavnostnímu podpisu smlouvy

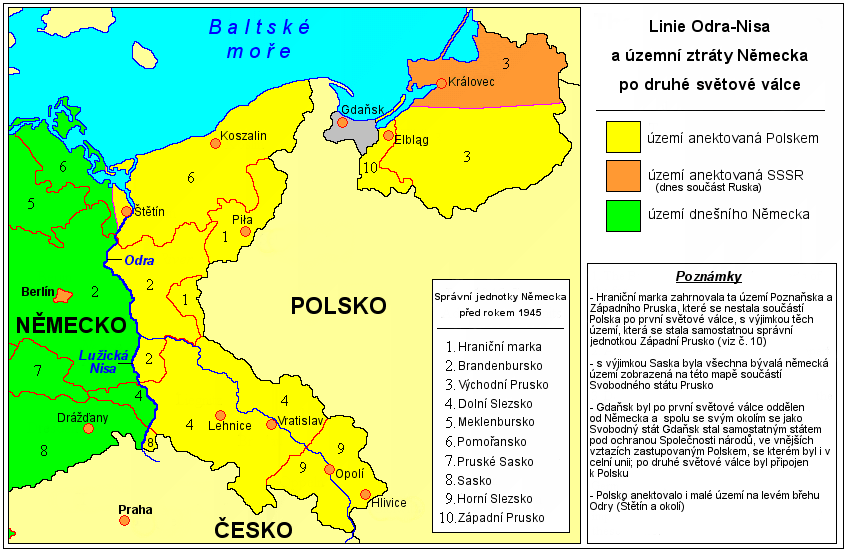
Německo-polská státní hranice od skončení druhé světové války

Zhořelecká smlouva, plným názvem Smlouva mezi Německou demokratickou republikou a Polskou  republikou o vyznačení stanovené a existující německo-polské státní hranice (německy Görlitzer Abkommen, plným názvem Abkommen zwischen der Deutschen Demokratischen Republik und der Republik Polen über die Markierung der festgelegten und bestehenden deutsch-polnischen Staatsgrenze, polsky Układ zgorzelecki, plným názvem Układ między Rzeczpospolitą Polską a Niemiecką Republiką Demokratyczną o wytyczeniu ustalonej i istniejącej polsko-niemieckiej granicy państwowej) je smlouva o demarkaci německo-polské státní hranice, uzavřená 6. července 1950 mezi Německou demokratickou republikou a Polskou lidovou republikou v polském městě Zgorzelec (bývalé východní předměstí města Zhořelec).
Podpis smlouvy navazoval na varšavskou deklaraci vlád obou států, přijatou 6. června 1950. Smlouva potvrdila tehdejší existující německo-polskou hranici na linii Odra-Lužická Nisa, stanovenou rozhodnutími jaltské a postupimské konference.
V Západním Německu byla německo-polská hranice na linii Odra-Lužická Nisa označována za pouhou demarkační linii a polská území od této linie až po bývalou hranici druhé Polské republiky a Německé říše byla označována jako německá území pod polskou správou. Od uzavření tzv. Varšavské smlouvy mezi Polskem a Západním Německem v roce 1970 nicméně Západní Německo fakticky územní nároky vůči Polsku nevznášelo. Spolková republika Německo formálně uznala německo-polskou hranici v roce 1990 smlouvou o německo-polské státní hranici, uzavřenou na základě smlouvy o konečném uspořádání ve vztahu k Německu.